# 451 a. C.
El año 451 a. C. fue un año del calendario romano prejuliano. En el Imperio romano se conocía como el Año del consulado de Sabino y Augurino y el Primer año de los decenviros (o, menos frecuentemente, año 303 Ab urbe condita). 

## Acontecimientos
- Una coalición de las ciudades de Agrigento y Siracusa sitía la colonia púnica de Motia en Sicilia y derrota al líder sículo Ducetio, al pie del monte Navone.
- Tregua de cinco años entre Atenas y Esparta.
- Consulado  de Tito Genucio Augurino y Apio Claudio Craso
- Espurio Postumio Albo Regilense es nombrado miembro del primer decenvirato.
- Ley de Pericles, que limitaba la ciudadanía a los hijos de padre y madre atenienses.

## Fallecimientos
- Datos: Q234995